# Syntomidopsis gundlachiana
Syntomidopsis gundlachiana är en fjärilsart som beskrevs av Berthold Neumoegen 1890. Syntomidopsis gundlachiana ingår i släktet Syntomidopsis och familjen björnspinnare. Inga underarter finns listade i Catalogue of Life.